# Elbrús
L'Elbrús és una muntanya situada al Caucas occidental, a la república russa de Kabardino-Balkària, a prop de la frontera amb Karatxai-Txerkèssia i Geòrgia. És en origen un estratovolcà que resta en repòs des de fa uns 2.000 anys i que, atenent a la divisió política d'Euràsia, és considerada la muntanya més alta del continent Europeu. El cim occidental té una altitud de 5.642 m sobre el nivell del mar, mentre que el cim oriental arriba als 5.621 m.
L'Elbrús és anomenat Mingui-Tau (Минги-Тау) en karatxai-balkar, Ialbuzi (იალბუზი) en georgià i Elbrús (Эльбру́с) en rus, d'on ha passat a les llengües occidentals.

## Etimologia
El nom Elbrus /ˈɛlbrəs/ sembla tenir una connexió amb Alborz (també anomenat Elburz), que també és el nom d'una llarga serralada al nord de l'Iran. El nom deriva d avèstic Harā Bərəzaitī, una muntanya llegendària de la mitologia iraniana. Harā Bərəzaitī reflecteix el protoiraní * Harā Bṛzatī, que va ser reformat al persa mitjà com a Harborz, i al persa modern com a Alborz. Bṛzatī és la forma femenina de l'adjectiu * bṛzant ("alt"), l'avantpassat reconstruït de bærzond osset modern ("alt", "pic"), persa modern barz ("alt"), berāzande ("elegant") i boland ("alt", "alt"), i barz kurd modern ("alt"). Harā es pot interpretar com "vigilància" o "guarda", de l'indoeuropeu * ser ("protegir"). El nom "Mingi Taw" utilitzat pels karatxais i els balkars significa "muntanya eterna" en llengües turqueses.

## Geografia

### Localització

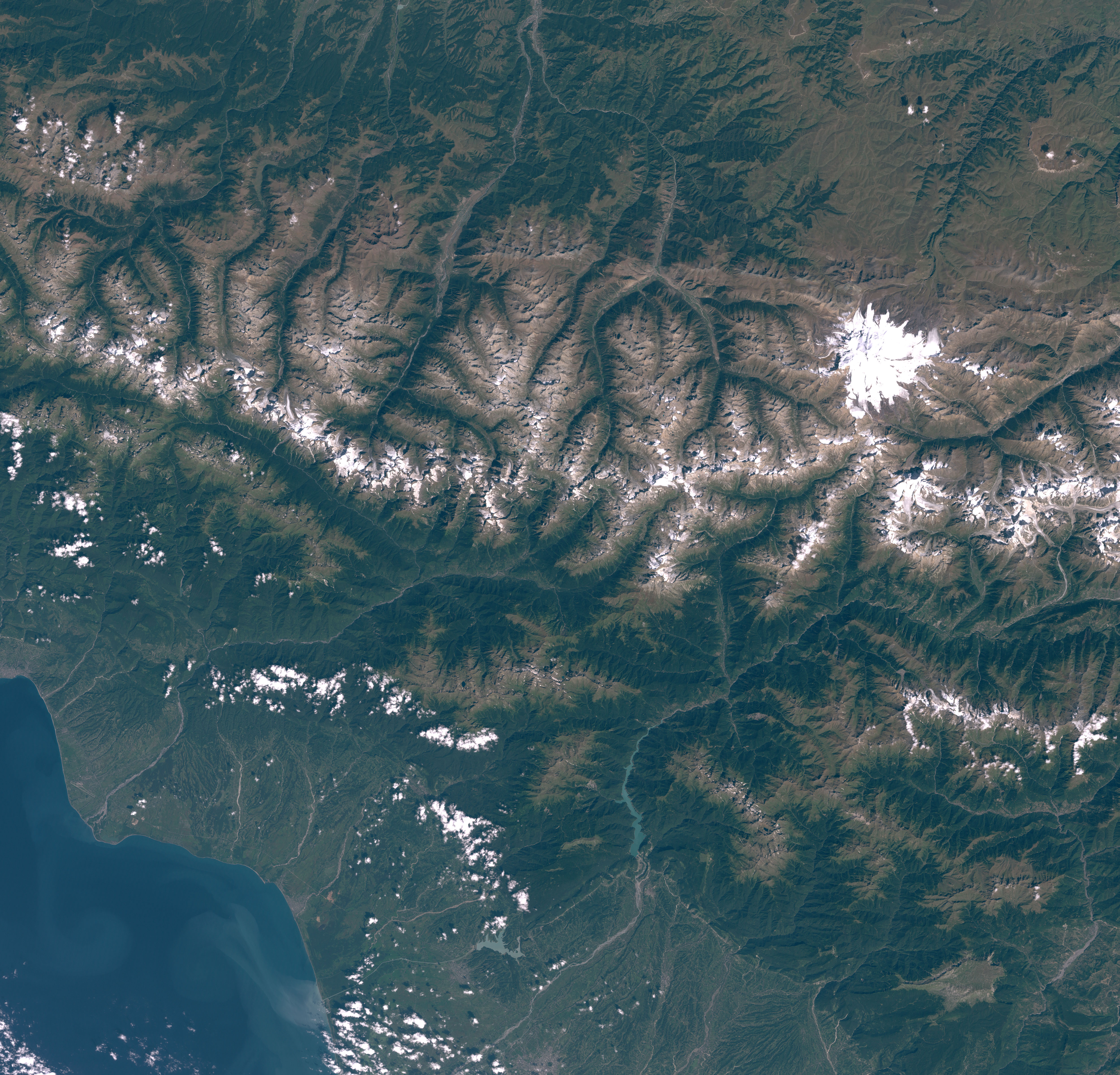
Vista per satèl·lit del Caucas occidental. Les carenes nevades que marquen la conca hidrogràfica són visibles com una vora blanca; Elbrus és la taca blanca al nord.

L'Elbrús està situat a 20 km al nord de la principal serralada, anomenada el Gran Caucas, i a 65 km al SSO de la ciutat russa de Kislovodsk. Per carretera s'hi pot accedir des de la ruta europea E50, coneguda pels russos com l’autopista M29 o la carretera R217. El parc nacional d'Elbrus, al qual s'accedeix per la carretera A158 des de Baksan, es troba al seu flanc sud-est. Calen permisos d'accés al sud de Baksan a causa dels controls fronterers. Els seus gels permanents alimenten 22 glaceres, que alhora nodreixen de cabal els rius Baksan, Kuban i Malka.
Elbrus està situat a 100 km de la mar Negra i a 370 km de la mar Càspia, des d'on és possible veure Elbrus amb un temps excepcionalment clar. S'eleva a 5.642 metres sobre el nivell del mar. Situat a onze quilòmetres al nord de la conca hidrogràfica del Gran Caucas, marcant la frontera amb Geòrgia, es troba a la frontera de les repúbliques russes de Kabardino-Balkària i Karatxai-Txerkèssia. És el cim més alt tant de Rússia com d'Europa.

### Topografia
Elbrus és un volcà latent quasi simètric, en un pla vertical, amb dos cims principals, a banda i banda d'un coll situat a 5.416 metres sobre el nivell del mar: el cim occidental és el punt més alt a 5.642 metres sobre el nivell del mar, mentre que el cim oriental s'eleva a 5.621 metres. El cràter, de 300 a 400 metres de diàmetre, situat al cim del cim oriental, es va anar omplint de neu i gel. Els camps de neu del volcà, que cobreixen una àrea de 138 m², alimenten 22 (o 23 segons la font) glaceres principals i 77 glaceres secundàries que donen lloc als rius Baksan: Kuban i Malka. Algunes d'aquestes glaceres poden arribar als 400 metres de gruix, però totes estan retrocedint, havent perdut entre 80 i 500 metres de longitud. Les dues principals s'anomenen Bolshoi Azaou ("el gran Azaou"), amb una superfície de 23 m² i una longitud de 9,28 km, i Irik, amb una superfície de 10 m² i una longitud de 9,31 km. Aquesta activitat glacial ha format nombrosos llacs petits però profunds.

### Geologia
El Caucas està format per la col·lisió cap al nord de la Placa aràbiga contra la placa eurasiàtica que provoca nombrosos terratrèmols a la regió. La zona de falla és complexa i el gran desplaçament lateral a nivell d'Anatòlia i l'Iran impedeix la creació d'un fenomen de subducció i explica la raresa dels volcans a la serralada.
L'Elbrús es va començar a formar fa 10 milions d'anys. L'expulsió del volcà cobreix una àrea de 260 m². S'han trobat fragments de riolita i riodacita, així com de toba i formacions d'ignimbrites, que s'han permès, gràcies a la datació urani-plom, situar la formació de la caldera principal al voltant de fa 700.000 anys, probablement corresponent al final d'un cicle eruptiu important. La datació geocronològica ha revelat cicles eruptius sincrònics posteriors en diferents dipòsits focimagmàtics del Gran Caucas, demostrant l'origen geològic comú d'aquesta activitat volcànica. Passa que, de vegades, encara escapen modestes fumaroles del flanc oriental de l'Elbrús, al nivell de l'antiga colada de lava de 24 km de llarg orientada des del cràter cap al nord-nord-est, i les aigües termals s'originen als vessants de la muntanya.

### Clima
Com que Elbrús es troba a l'hemisferi nord, el període estival, el menys rigorós, té lloc de juny a mitjans de setembre amb una mitjana del 50% de dies assolellats favorables a l'ascens del cim. Tanmateix, els vents, dominats per masses d'aire de ponent, poden tornar-se violents i les temperatures baixen molt ràpidament. Per sobre dels 4.000 metres sobre el nivell del mar, fins i tot a l'estiu, es poden desenvolupar condicions de tempesta de neu àrtica amb visibilitat gairebé nul·la. No és estrany que el vent superi els 100 km/h. A l'hivern, la temperatura pot baixar per sota dels −50 °C a la part superior, però a les valls els corrents d'aire calents i secs poden provocar fortes nevades. A baixa altitud, la precipitació mitjana és de 500 mm i pot arribar als 1.000 mm en alguns anys, mentre que per sobre dels 2.000 metres pot superar els 1500 mm.

## Història
El mont Elbrús es va formar fa més de 2,5 milions d'anys. Actualment el volcà es considera inactiu. L'Elbrús va estar actiu a l'Holocè, i segons el Programa de vulcanisme global, l'última erupció va tenir lloc cap a l'any 50 dC L'evidència del vulcanisme recent inclou diverses colades de lava a la muntanya, que semblen fresques, i aproximadament 260 m² de restes volcàniques. El cabal més llarg s'estén 24 km baixant pel cim nord-est, indicatiu d'una gran erupció. Hi ha altres signes d'activitat al volcà, com l'activitat solfatàrica i d'aigües termals. El cim occidental té un cràter volcànic ben conservat d'uns 250 m de diàmetre.

### Mitologia grega
Al Periple del Pont Euxí, escrit en grec ca. 130, Flavi Arrià va esmentar un cim al Caucas anomenat Strobilos: "...quan giràvem d'Astelphos cap a Sukhumi, vam veure la serralada del Caucas […] Es va assenyalar un cim del Caucas —el nom del pic era Strobilos— on, segons la història, Prometeu va ser penjat per Hefest per ordre de Zeus". (En la mitologia grega, el tità Prometeu va ser encadenat al Caucas com a càstig per robar foc als déus i donar-lo als homes) L’Strobilos d’Arrian, o Strobilus llatinitzat, va ser identificat més tard com Elbrús per alguns escriptors com Douglas Freshfield a The Exploration of the Caucasus (1896). Freshfield va anomenar Elbrús per la "forma de pinya", la paraula llatina de pinya", derivada alhora del grec strobilos (objecte tort), en al·lusió botànica a la morfologia del cim La paraula grega antiga strobilos denota objectes giratoris o retorçats, com ara una pinya.

### Primeres ascensions (1829-1930)
El més baix dels dos cims es va pujar per primera vegada el 22 de juliol [C.J. 10 de juliol] de 1829 per Khillar Khatxirov, un guia per a una expedició científica de l'exèrcit Imperial Rus dirigida pel general Georgi Emmanuel, i el més alt el 1874 per una expedició anglesa dirigida per F. Crauford Grove i que inclou Frederick Gardner, Horace Walker i el guia suís Peter Knubel del cantó del Valais i el guia Ahiya Sottaiev. Durant els primers anys de la Unió Soviètica, l'alpinisme es va convertir en un esport popular entre la població, i hi havia un trànsit enorme a la muntanya. El 17 de març de 1936, un grup de 33 membres del Komsomol sense experiència van intentar la muntanya i van acabar patint quatre víctimes mortals quan van relliscar sobre el gel i van caure.

### Segona Guerra Mundial
L'exèrcit alemany va ocupar breument l'àrea dels voltants de la muntanya durant la Segona Guerra Mundial amb 10.000 soldats de la Divisió Gebirgsjäger (tropes de muntanya). Una història apòcrifa diu que un pilot soviètic va rebre una medalla per haver bombardejat el principal refugi de la muntanya, el Priüt 11 ("Refugi dels 11"), mentre era ocupat pels nazis. Però la medalla de fet l'hi van donar per no haver malmès el refugi, sinó només els dipòsits de combustible.
Quan Adolf Hitler es va assabentar que un destacament va ser enviat pel comandant de la divisió "només" per tal de plantar una esvàstica al cim de l'Elbrús, es diu que li va agafar un atac de fúria, a causa de l'absurditat de la fita en relació amb l'esforç emprat, i gairebé condemnà el general a un consell de guerra.

### Post-Segona Guerra Mundial

Bandera de Kabardino-Balkària

Els líders de la Unió Soviètica encoratjaren la població a fer ascensos a l'Elbrús, i l'any 1956 fou coronat per 400 muntanyencs alhora, per tal de commemorar el 400 aniversari de la incorporació a Rússia de la República Socialista Soviètica Autònoma de Kabardino-Balkària, on està situat l'Elbrús.

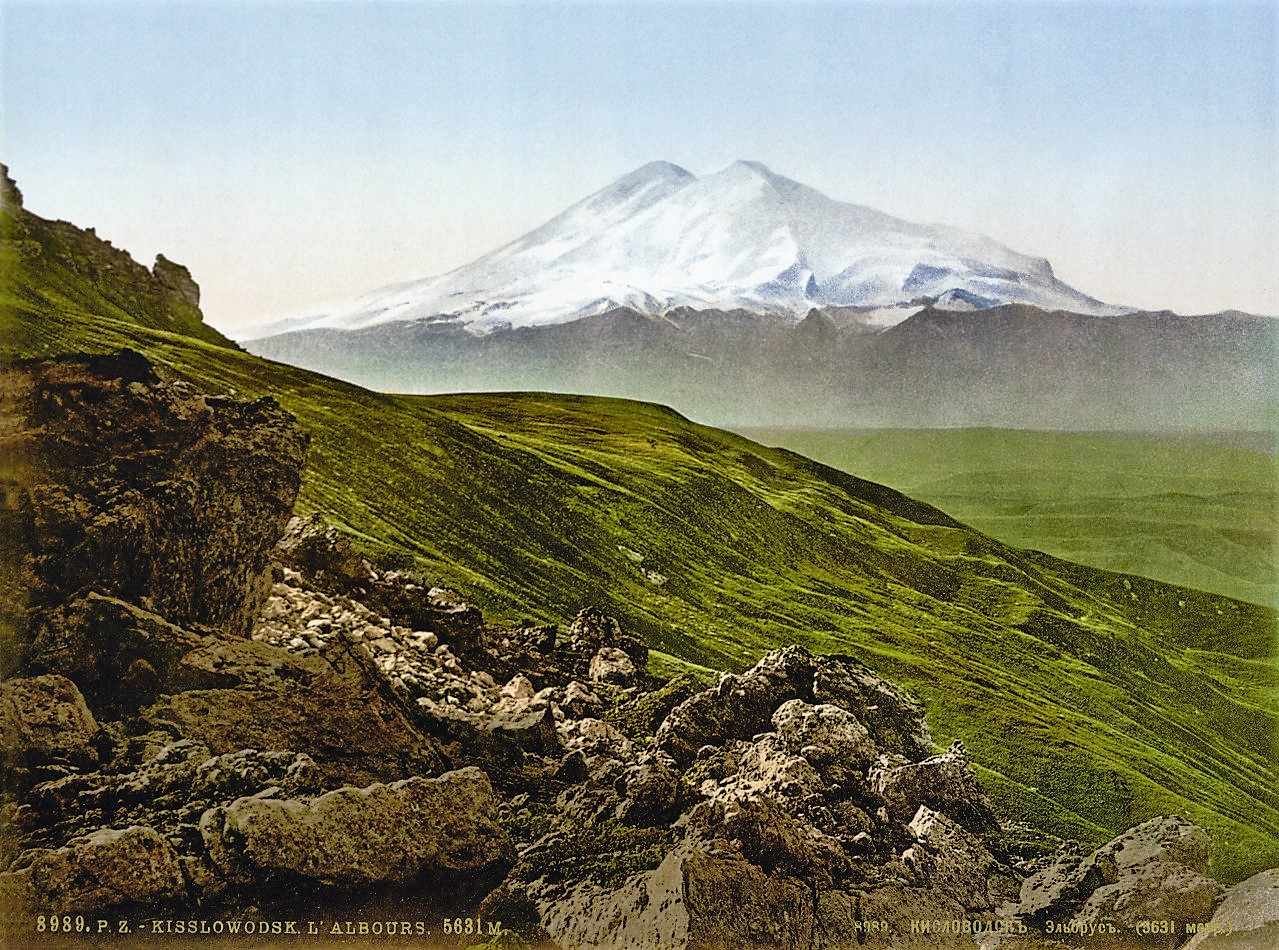
Visió de l'Elbrús des de Kislovodsk

De de l'any 1959 fins al 1976, s'hi va construir un telefèric que duu els viatgers a una alçada de 3.800 metres. La ruta normal d'ascensió segueix més o menys el recorregut del telefèric. A l'estiu és relativament freqüent trobar més de 100 persones que miren d'escalar-lo per aquesta ruta. L'ascensió no és complexa, tècnicament parlant, però és realment dura per l'alçada i els forts vents. Anualment moren entre 15 i 30 persones mirant d'escalar l'Elbrús, sobretot per manca d'organització i d'equipament.
L'octubre de 2021, la científica kazakh Aida Tabelinova va pujar al Mont Elbrus com a part d'una expedició internacional liderada pel Club de Joves de la Societat Geogràfica de Rússia i Rossotrudnichestvo per promoure la cooperació humanitària. Un any abans, una escalada benèfica per al Global Relief Trust de l'escalador musulmà britànic Akke Rahman es va completar en un dia, sense aclimatar-se ni utilitzar oxigen, i només dies després que Rahman es recuperés de la infecció per COVID-19.
L'any 1997 un Land Rover Defender en va coronar el cim, amb què va entrar al Llibre Guinness dels rècords.

### Parc Nacional
Des de 1986, Elbrus ha estat incorporat al Parc Nacional de Prielbrusye, una de les àrees protegides de Rússia.